# Glauchau
Glauchau là một thị xã thuộc huyện Zwickau trong bang Sachsen, Đức. Glauchau nằm bên hữu ngạn của Mulde, 7 dặm Anh về phía bắc của Zwickau và 17 dặm Anh về phía tây của Chemnitz theo đường ray (nhà ga tàu hỏa của thị xã nằm trên tuyến Dresden–Werdau). 
Glauchau đã được thành lập bởi Sorbs và Wends, và đã thuộc Schönburg đầu thế kỷ 12.

## Thành phố và thị xã kết nghĩa
Glauchau kết nghĩa với:
- Grenay, Pháp (1996)
- Iserlohn, Đức (1991)
- Jibou, Romania (2005)
- Lynchburg, Hoa Kỳ (2007)
- Vermelles, Pháp (1998)
- Zgierz, Ba Lan (1996)